# Bucculatrix saccharata
Bucculatrix saccharata är en fjärilsart som beskrevs av Edward Meyrick 1915. Bucculatrix saccharata ingår i släktet Bucculatrix och familjen kronmalar. Inga underarter finns listade i Catalogue of Life.